# Georges de Talhouët-Roy
Pour les autres membres de la famille, voir Famille de Talhouët.
Georges de Talhouët-Roy, comte, né le 15 avril 1861 à Paris, mort le 5 janvier 1942 à Pressigny, est un homme politique français, député des Deux-Sèvres.

## Biographie
Fils de Auguste de Talhouët-Roy (1819-1884) et Léonie Marie Isidore Désirée Sidonie Honnorez (1829-1892), frère du marquis René de Talhouët-Roy.
Époux d'Antoinette des Monstiers-Mérinville, ils habitent la demeure familiale du château du Lude,.
Président de Syndicat agricole, Georges de Talhouët-Roy devient maire de Thénezay, conseiller général des Deux-Sèvres. Il est élu député des Deux-Sèvres de 1919 à 1924. À l'Assemblée, il participe à plusieurs commissions concernant notamment les accidents du travail, les haras, les forêts. Il se représente en 1924 mais est battu par le bloc de gauche.
Il fut président de la société des courses hippiques de Niort et propriétaire d'haras près du Lude dans la Sarthe.
Une place de Thénezay a été baptisée en son honneur place Comte-Georges-de-Talhouët-Roy.

## Source
- « Georges de Talhouët-Roy », dans le Dictionnaire des parlementaires français (1889-1940), sous la direction de Jean Jolly, PUF, 1960 [détail de l’édition] [texte sur Sycomore][9]